# Heselwang
Heselwang, auch Höselwang genannt, ist eine abgegangene Siedlung der oberschwäbischen Stadt Mindelheim. 
Sie befand sich in der Nähe des heutigen Jesuitenholz-Waldstückes nördlich der B 18 und südlich der Bahnlinie Memmingen – Buchloe zwischen Mindelheim und Türkheim. Das Augsburger Domkapitel besaß vermutlich in der Mitte des 11. Jahrhunderts dort zwei Huben mit dem Flurnamen heselvuanc, von dem sich der Siedlungsname ableitete.